# Музыкальный запрет
Музыкальный запрет — частичное табу на джаз в Нацистской Германии, вводившийся с 1935 года на все радиостанции и частные танцевальные вечера.
Джаз причислялся к «неарийской культуре», однако свинг-музыка сама по себе никогда не была полностью запрещена. Рейхсминистр народного просвещения и пропаганды Йозеф Геббельс знал, что музыка необходима для поддержания боевого духа и управления общественным мнением. Это привело к двойственности в отношении нацистских властей к джазу.

## Дегенеративная музыка
Имперское Министерство народного просвещения и пропаганды, «Сила через радость» и Палата по делам культуры вели политику «арийского искусства», противопоставленного «дегенеративному», к которому они причисляли и джаз, как «жидонегритянскую музыку». Выставка «Дегенеративное искусство», которую в 1938 году курировал в Дюссельдорфе — руководитель Государственного театра Веймара и функционер Боевого союза за германскую культуру— Ганс Циглер, была направлена на против англо-американского музыкального диктата — в первую очередь в области джаза, и против музыки композиторов еврейского происхождения, служила требованиям их удаления из немецкой культурной жизни.

## Пропаганда
Запрет на прослушивание ненемецких радиостанций, на которых граждане Германии слушали джазовую музыку, выявил, что молодёжь фанатично относится к свинг-музыке. Это сподвигло Геббельса к пропагандисткой кампании, в которой джаз стал ключевым инструментом. В ходе программы Гемайншафтс-Эрцойгнис, народные радиоприёмники вещали джаз, но с уклоном на немецкую культуру, что все равно радовало огромную часть населения.